# (163641) Nichol
Pour les articles homonymes, voir Nichol.
(163641) Nichol est un astéroïde de la ceinture principale.

## Description
(163641) Nichol est un astéroïde de la ceinture principale. Il fut découvert le 30 octobre 2002 à l'observatoire d'Apache Point par le programme Sloan Digital Sky Survey. Il présente une orbite caractérisée par un demi-grand axe de 3,01 UA, une excentricité de 0,10 et une inclinaison de 10,3° par rapport à l'écliptique.

## Compléments